# Естонія
Есто́нія (ест. Eesti), офіційно Есто́нська Респу́бліка (ест. Eesti Vabariik) — держава на східному узбережжі Балтійського моря у Північній Європі. Розділена Фінською затокою з Фінляндією на півночі, та Балтійським морем зі Швецією на заході, на півдні межує з Латвією (343 км) і Росією (383 км) на сході з Чудсько-Псковським озером на кордоні. Територія Естонії складається з материкової частини та 2222 островів у Балтійському морі загальною площею 44 227 км² і має вологий континентальний клімат. Офіційна мова — естонська, друга за використанням балтійсько-фінська мова.
Територія Естонії була населена, починаючи з 9 000 до н. е. Стародавні естонці були останніми європейськими язичниками, котрі прийняли християнство — після Лівонського хрестового походу в XIII сторіччі. Після століть послідовного правління германцями, данцями, шведами, поляками та росіянами, виразна естонська національна ідентичність почала формуватися в XIX — на початку XX століття. Результатом стало здобуття Естонією незалежності від агресивної Росії (на той час більшовицької) в 1920 році, після короткої війни за незалежність наприкінці Першої світової війни, спричиненої російсько-більшовицьким збройним вторгненням.
До початку Великої депресії Естонія була демократичною країною, однак унаслідок державного перевороту 1934 року потрапила під авторитарне правління. Цей період знаний як «Епоха мовчання».
Під час Другої світової війни (1939—1945) Естонію кілька разів захоплювали й окуповували Радянський Союз, Німеччина, і врешті-решт СРСР де-факто анексував її. Після фактичної втрати своєї незалежності державна спадкоємність Естонії зберігалася дипломатичними представниками та урядом у вигнанні. У 1987 розпочалася мирна Співоча революція проти радянської влади, кульмінацією якої стало фактичне відновлення Естонією незалежності 20 серпня 1991 року.
Суверенна держава Естонія — це демократична унітарна парламентська республіка, поділена на п'ятнадцять повітів. Її столиця та найбільше місто — Таллінн. Із чисельністю населення, що налічує 1,3 мільйона, це одна з найменших чисельних членів Європейського Союзу, Єврозони, ОЕСР, Шенгенської зони, НАТО, а з 2020 року — Ради Безпеки ООН. Естонія має найвищий валовий внутрішній продукт на одну особу серед колишніх республік Радянського Союзу.
Естонія — розвинена країна з передовою економікою та високим рівнем доходу, темпи росту якої є одними із найвищих у ЄС. Країна посідає високе місце в індексах людського розвитку, економічних свобод, свобод, освіти та свободи преси. Громадяни Естонії мають універсальне медичне страхування, безкоштовну освіту та отримують найдовшу відпустку у зв'язку з вагітністю та пологами серед країн ОЕСР. Будучи одним із найрозвиненіших у світі цифрових суспільств, у 2005 році Естонія стала першою країною у світі, яка провела вибори через Інтернет, а у 2014 — першою країною, яка надає електронне резидентство.

## Етимологія
До XVIII—XIX століть естонці називали себе maarahvas, що буквально означає «народ землі», тобто «землероби». Термін eestlane прийшов із латини (Aesti). Так давньоримський історик Тацит назвав у своїй праці «Германія» народ, що населяє дальній берег Балтійського моря. Стародавні скандинавські саги містять згадку про землю під назвою Ейстланд (Eistland) — так Естонія й досі називається ісландською, що близько за звучанням до її варіантів німецькою, нідерландською, данською, шведською та норвезькою мовами — Естландія (Estland). Ранні джерела латинською мовою також містять версії назви території Естія та Гестія (Estia та Hestia).
Після проголошення незалежності у 1918 році країна отримала назву «Естонія» (Esthonia), під цією назвою вона вступила у 1921 році до Ліги Націй. Після приєднання до СРСР у 1940 році, країну було перейменовано на Естонську Радянську Соціалістичну Республіку, а після розпаду СРСР у 1991 році, вона стала називатися Естонською Республікою (ест. Eesti Vabariik).

## Історія

### Стародавній період
Ще в праісторичні часи Естонія була заселена фіно-угорськими племенами естів.

### Середньовіччя
Християнство прийнято після завоювання Братством Меча з Німеччини і Данією 1227 року. Після цього територія Естонії перебувала під владою різних країн — Данії, Швеції, Речі Посполитої, Російської імперії. Проте вищі верстви та середній клас залишалися переважно балтійсько-німецькими аж до 1918 року. Німці, що проживали на території Естонії, пішли з країни перед та наприкінці Другої світової війни.

### Естонська Республіка у 1918—1940 роках
Після розпаду Російської імперії внаслідок Жовтневого перевороту в Петрограді Естонію проголошено незалежною республікою 24 лютого 1918 року.

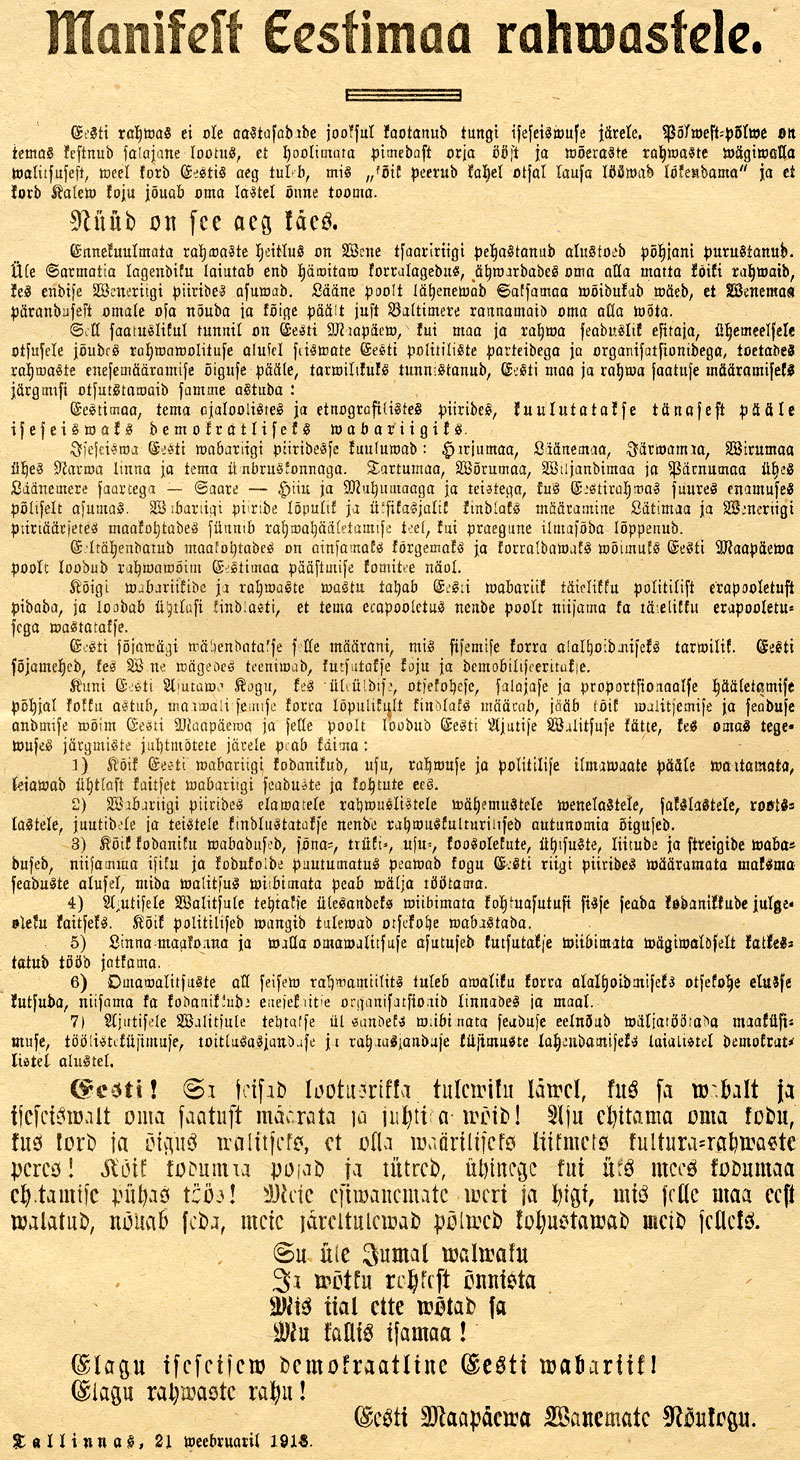
Декларація незалежності Естонії

13 листопада 1918 року постановою ВЦВК РСФРР Брестський мирний договір був анульований, і розпочались воєнні дії за «звільнення» Прибалтики, Білорусі і України. В Естонії після відновлення Талліннської Ради робочих депутатів (19 листопада) і захоплення Нарви військами Червоної Армії (28 листопада) була проголошена Естонська Радянська Республіка (Естляндська трудова комуна) на чолі з Я. Анвельтом (7 грудня вийшов декрет Ради Народних Комісарів РРСФР про визнання її незалежності). Але Радянська влада протрималась недовго, і вже 19 січня 1919 року вся територія Естонії була звільнена від радянських військ.
Протягом 1920 року уряд Радянської Росії 
| «…був змушений визнати прибалтійські буржуазні держави і скласти з ними мирні договори. 2 лютого такий договір був укладений з Естонією…» [17]. |
Серед відомих політиків міжвоєнного часу — прем'єр-міністр Яан Тиніссон, Отто Штрандман, Адо Бірк, Юрі Улуотс.
Перша конституція Естонії, прийнята в грудні 1920, передбачала парламентську республіку. Вища влада належала однопалатному парламенту (Державним зборам), які обирались у складі 100 депутатів. Виконавча влада (уряд на чолі з державним старійшиною) залежала від Державних зборів. Перша конституція не вводила посади глави держави (президента). Державний старійшина власне і був прем'єр-міністром, що виконував поряд із цим лише деякі представницькі функції від імені держави.
У другій половині 1920-х років деякі естонські політики почали критикувати конституцію 1920 року, стверджуючи, що вона не дозволяє забезпечити стабільний порядок. На початку 1930-х років питання про зміну конституції стало вузловим пунктом політичної боротьби. Поряд зі старими партіями в кампанію за зміну конституції включилася і нова політична сила — «Естонський союз учасників Визвольної війни», або, як їх скорочено називали, вапси.
На двох референдумах у серпні 1932 і в червні 1933) був відхилений проєкт нової конституції, що пропонували Державні збори. Але конституційний проєкт вапсів у жовтні 1933 року був прийнятий переважною більшістю тих, що брали в ньому участь. Він передбачав, що чисельний склад Державних зборів скорочувався до 50 депутатів. Главу держави (державного старійшину) обирало населення країни прямими виборами терміном на п'ять років. Він отримував право накладати вето на постанови Державних зборів і отримував практично необмежені права видавати закони у формі декретів. Крім того, він міг достроково закривати сесії Державних зборів, а також оголошувати — на свїй розсуд — нові вибори до парламенту.
Цю реформу конституції підтримали інші відомі політики, зокрема Костянтин Пятс, Йохан Лайдонер, Карл Ейнбунд (з 1935 р. — Каарел Еенпалу).

### Військовий переворот (12 березня 1934 року)
Нова конституція набула чинності з 24 січня 1934 року. Перемігши на референдумі, вапси мали усі шанси прийти до влади демократичним шляхом, перемігши і на виборах у квітні 1934, і одержати посаду глави держави і більшість у Рійгікогу.
Кандидатами на ці вибори були висунуті від вапсів генерал Андрес Ларка, від партій центру генерал Йохан Лайдонер, від аграріїв Костянтин Пятс і від соціалістів Аугуст Рей. Але, побоюючись приходу до влади такої радикальної сили, як вапси, і вміло використавши свої нові повноваження, виконувач обов'язків старійшини, ветеран визвольного руху Костянтин Пятс, домовившись із Йоханом Лайдонером, який знову очолив естонську армію, здійснив 12 березня 1934 державний переворот.
Через кілька днів Костянтин Пятс своїм декретом відклав вибори Державних зборів і державного старійшини до закінчення терміну дії надзвичайного стану, тобто до осені 1934 року. Потім були визнані недійсними повноваження депутатів, обраних за вапсівськими списками у міські, селищні і волосні думи, де в січні 1934 року вапси мали найбільший успіх. Державні збори уже в квітні було розпущено на літні канікули.
У червні 1935 року відбувся судовий процес над керівниками «Естонського союзу учасників Визвольної війни». Проте не вдалося довести, що вапси хотіли здійснити державний переворот збройним шляхом. Суд засудив вапсівских лідерів до тюремного ув'язнення на терміни від шести місяців до одного року умовно. Після цього частина вапсівських діячів пішла на співробітництво з урядом, а інша частина розпочала підготовку збройного перевороту. Проте поліція 7 грудня 1935 року арештувала вапсів, що готували заколот. Цього разу суд присудив їх до тривалих термінів каторги, проте вони були звільнені за амністією в травні 1938 року.

### «Стан безмовності»
27 серпня 1934 року К. Ейнбунд, заступник прем'єр-міністра і міністр внутрішніх справ, заявив, що уряд має намір зберегти внутрішній мир і категорично проти партійно-політичної боротьби, тому вирішив продовжити термін дії воєнного стану, що К. Пятс і зробив 7 вересня, продовживши його ще на рік, а 2 жовтня розпорядженням К. Пятса була закрита сесія Державних зборів. Уряд оголосив, що в цьому складі Державні збори більше не скликатимуть. Натомість, вони будуть у «стані безмовності». Протягом наступних трьох із половиною років К. Пятс правив країною без парламенту, видаючи законодавчі акти у формі декретів.
У той же час була створена нова проурядова організація, по суті справи партія, — «Ізамаалійт» («Вітчизняний союз»).

### Новий парламент (1936)
У грудні 1936 року були утворені Національні збори, яким належало підготувати нову конституцію.
При розробці конституції в Національних зборах за основу було взято проєкт К. Пятса. Ухвалений Національними зборами проєкт нової конституції не було винесено на всенародне голосування, — вона починала діяти після декрету державного старійшини. З 1 січня 1938 року нова конституція набула чинності. Вона надавала главі держави (президенту) дуже широкі повноваження. Парламент (Державні збори) ставав значною мірою залежним від нього. Президент мав право одноосібно, за допомогою декретів, видавати різні закони й відтерміновувати набуття чинності тих законодавчих актів, що ухвалювали Державні збори, розпускати парламент, призначати уряд тощо.  За новою конституцією Державні збори складалися з двох палат — Державної думи (80 членів) і Державної ради (40 членів). Причому населення обирало тільки першу палату.
Вибори депутатів у Державну думу відбулись 24—25 лютого 1938 року. Урядова коаліція отримала 64 місця. Поза цим блоком лишилося 16 депутатів. Єдиний фронт комуністів і лівих соціалістів та група правих соціалістів, що приєдналася до них, провели в Державну думу 6 депутатів.
24 з 40 членів Державної ради — другої палати Державних зборів — обиралися установами й організаціями (місцевого самоврядування, професійними палатами, «Кайтселійтом» тощо). Шість чоловік входили до складу Державної ради в силу займаної посади (головнокомандувач армією, єпископ лютеранської і митрополит апостольської православної церков, ректори Тартуського університету і Талліннського технічного університету, президент Естонського банку). 10 членів Державної ради призначав глава держави. На початок квітня 1938 року всіх членів Державної ради було обрано і призначено.
Після цього на черзі постали вибори президента.

### Перший президент Естонії

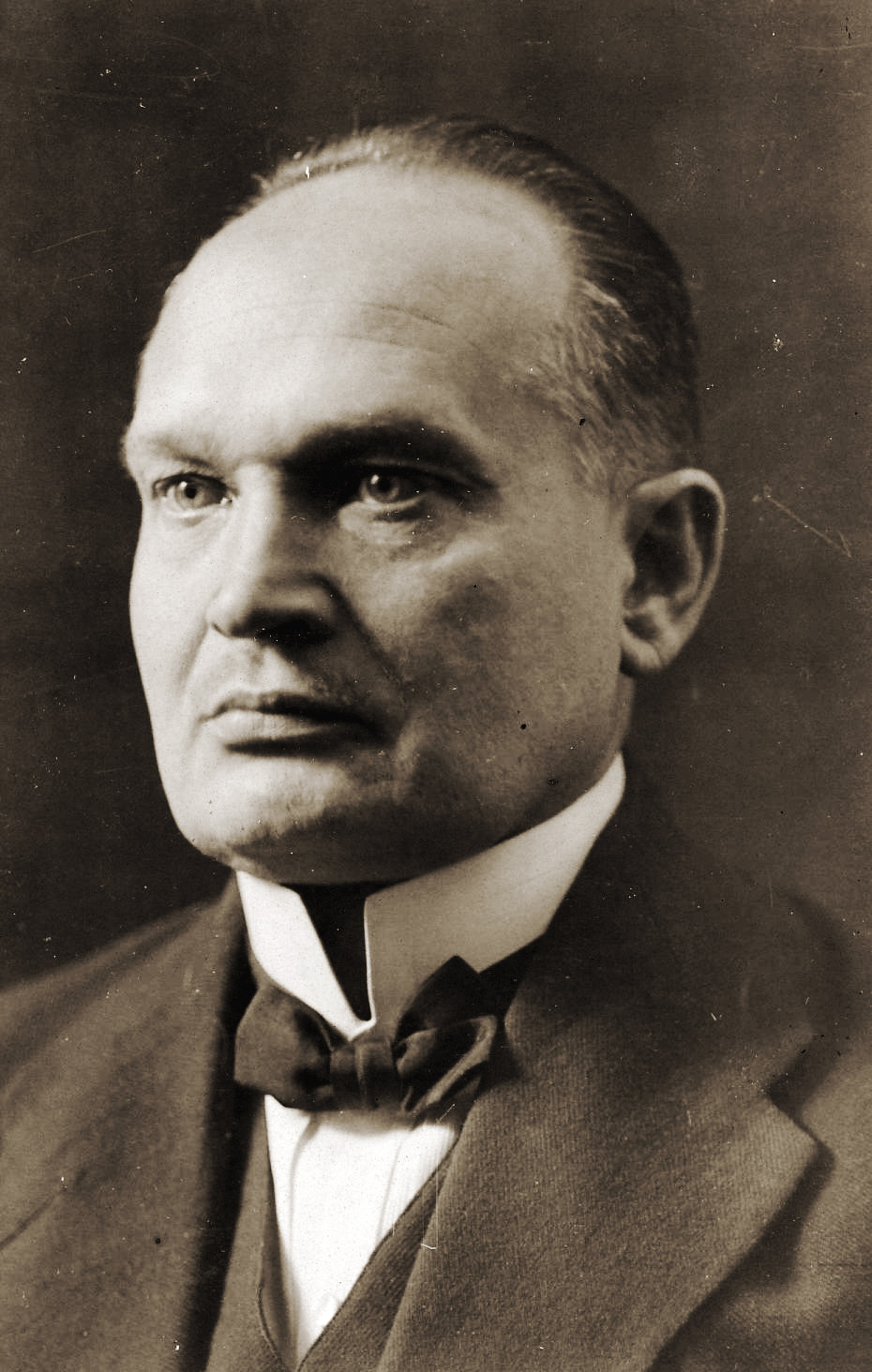
Костянтин Пятс.

Нова конституція робила порядок обрання глави держави ще більш недемократичним. Згідно з вапсівською конституцією, вибори президента Естонії мусили бути всенародними. За конституцією 1938 року, право висувати кандидата на посаду президента мали тільки три представницькі органи — Державна дума, Державна рада і збори виборних представників від місцевого самоврядування. Кожний із цих органів мав право висунути лише одну кандидатуру. Якщо ж усі три органи пропонували того самого кандидата, то президента обирав не народ, а спільні збори, які проводили органи, що висунули його кандидатуру. Така система повинна була сприяти тому, щоб К. Пятс здобув президентське крісло. 
Все минуло без ускладнень. У Державній думі були названі два кандидати — Костянтин Пятс і Яан Тиніссон. Оскільки з 79 присутніх на засіданні депутатів за К. Пятса проголосувало 65, а за Я. Тиніссона 14, кандидатом від Державної думи став К. Пятс. Ще простіше було в Державній раді та на колегії вибірників від місцевого самоврядування. Там узагалі виставили тільки одну кандидатуру — К. Пятса. 24 квітня 1938 року відбулися загальні виборні збори, де К. Пятс пройшов за переважної більшості голосів («за» — 219, «проти» — 19).
Першому президенту Естонії К. Пятсу було тоді 64 роки. Ставши президентом, він і далі зміцнював авторитарну владу, проте в дечому йшов на компроміси. Зокрема була прийнята нова конституція, відновлення роботи парламенту і допущення «малої опозиції». Був виданий закон про амністію, на підставі якого було звільнено 183 політичних ув'язнених. Це — 104 комуністи і 79 вапсів, але учасники невдалого збройного перевороту 1 грудня 1924 року під амністію не потрапили.
Однак це не означало цілковитого відновлення демократії в Естонії. Залишалися забороненими всі політичні партії, крім «Ізамаалійта». У 1934—1940 роках на всій території Естонії діяв закон про воєнний стан, застосовувалися позасудові, поліцейські міри покарання. Але масових політичних репресій наприкінці 1930-х років в Естонії не було.
Відносно сильне невдоволення режимом було в колах інтелігенції і серед робітників. Однак опозиція не була єдиною. Одна її частина, на чолі з Я. Тиніссоном, домагалася демократизації режиму, інша (ліві соціалісти і комуністи) боролася за соціалістичну перебудову суспільства. Однак до осені 1939 року опозиція не зуміла істотно похитнути політичний порядок. Все змінилося лише восени 1939 року, коли у внутрішньополітичне життя Естонії втрутилися зовнішні фактори.

### Агресія СРСР

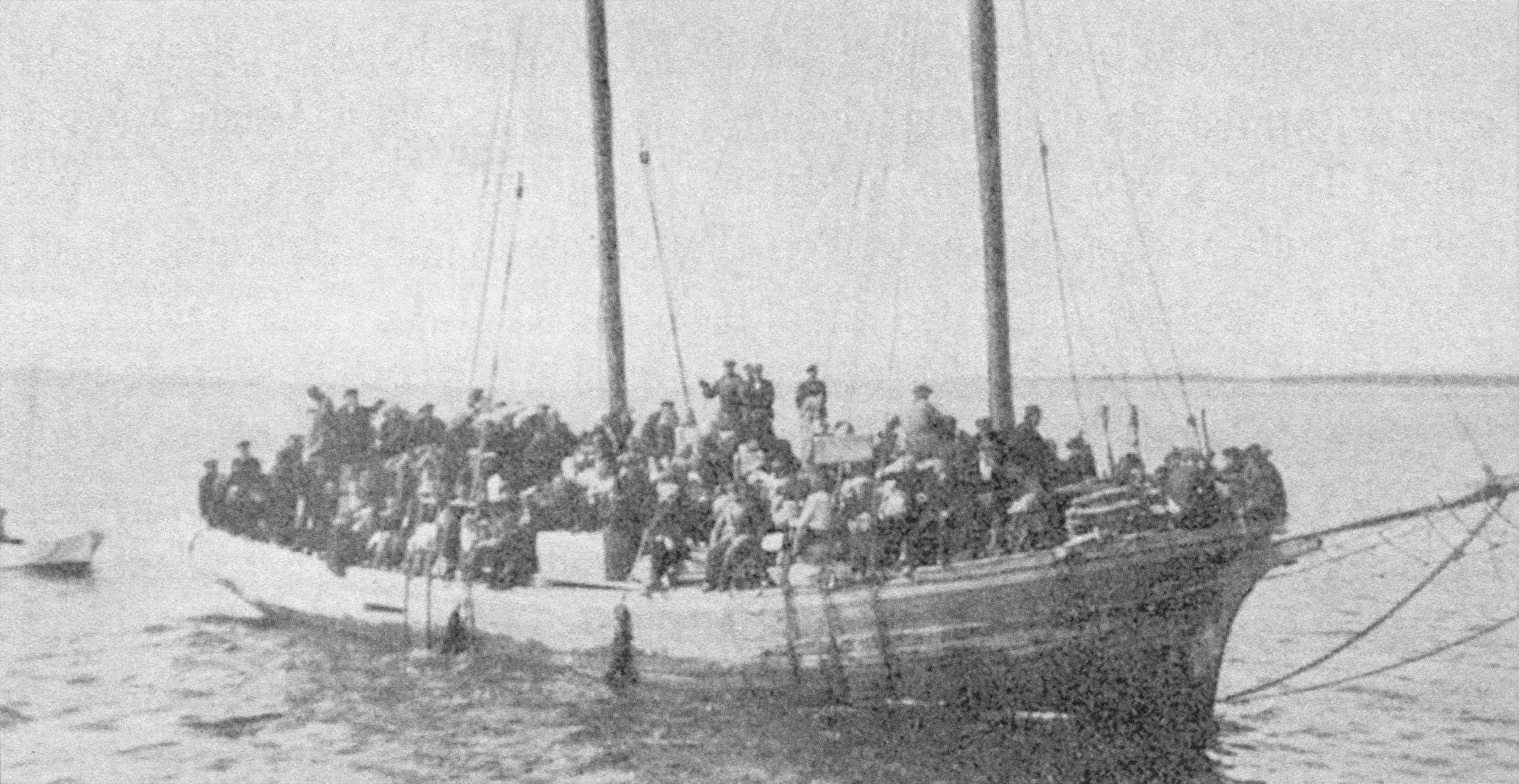
Балтійські шведи тікають від окупантів (1944)

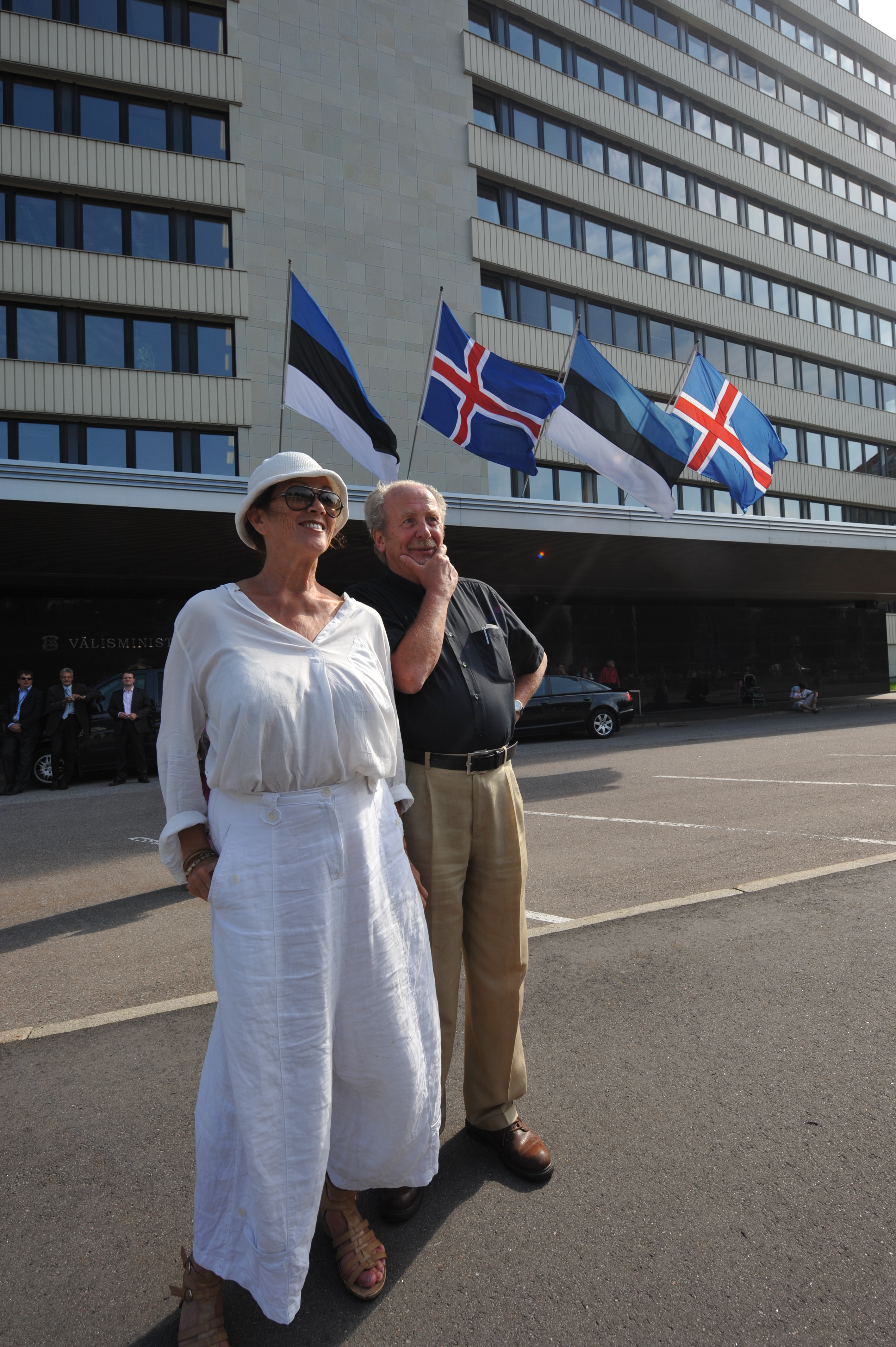
Йон Балдвін Ганнібалссон. Ісландія першою визнала незалежність естонців.

З початком Другої світової війни для економіки країн східної Балтики склалась несприятлива ситуація. Порушились торговельні зв'язки з Великою Британією та Французькою республікою і Третім Рейхом. Істотно зменшилась кількість сировини, що надходила з-за кордону до промислових підприємств, відповідно зросло безробіття. Одночасно, Німеччина та СРСР підписали таємну угоду про розподіл «сфер впливу», за якою Естонія підпадала під вплив Радянського Союзу.

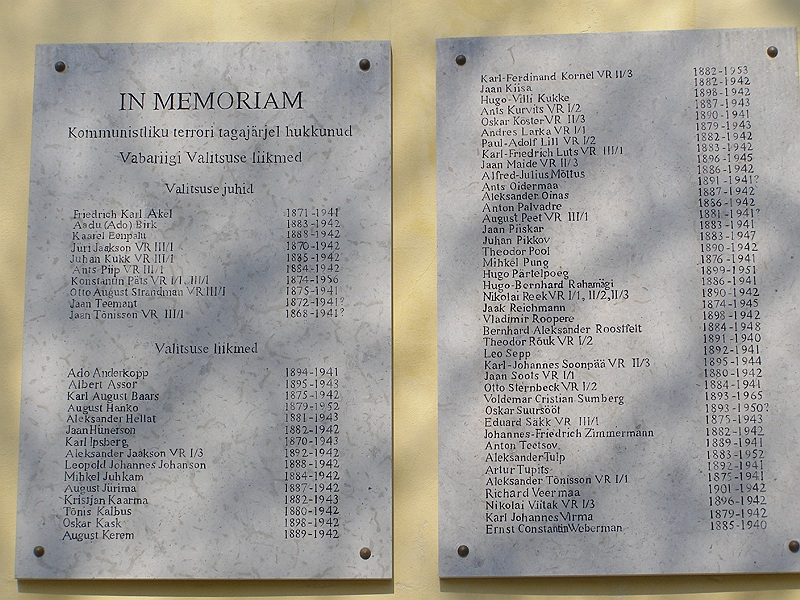
Будинок Стенбока. Список урядовців, вбитих під час радянської окупації.

Керівництво Радянського Союзу на чолі зі Й. Сталіним, реалізуючи свої великодержавні амбіції, почало чинити тиск на Естонію. Керівництво СРСР вирішило застосувати збройну силу та погрожувало прямою окупацією, якщо прямі погрози не матимуть успіху. Відповідно до наказу Наркома оборони СРСР К. Ворошилова, 29 вересня 1939 року Червона армія мала бути готовою 
| «завдати потужного й рішучого удару по естонському війську» [18] |
Розпочаті 27 вересня у Москві переговори між делегаціями Естонії і СРСР проходили під тиском з боку керівництва СРСР: літаки військово-повітряних сил СРСР неодноразово порушували повітряний простір Естонії; на кордоні розташовувалось угрупування військ Червоної армії чисельністю 160 тис. чоловік, що мало 700 гармат, 600 танків та 600 літаків; торгове судно «Металіст» після невдалої спроби потопити його торпедами з підводного човна Щ-303 протаранив і потопив міноносець Військово-морського флоту СРСР, а звинувачення були висунуті Естонії, де, нібито, базувався «невідомий» підводний човен.
Відповідно до директиви наркома К. Ворошилова вже у жовтні 1939 року Червона армія почала окупацію Естонії.
Під час розмови з Г. Димитровим 25 жовтня 1939 року Й. Сталін сказав:

| Радянське керівництво вважає, що пактами по взаємодопомогу з Естонією, Латвією та Литвою знайдена форма, котра дозволить Радянському Союзові включити до своєї орбіти ряд країн. Але для цього поки що треба суворо дотримуватись їх внутрішнього режиму та суверенітету, не домагаючись радянізації. Настане час, продовжував Сталін, коли вони самі це зроблять[20]. |
16 червня 1940 Радянський Союз надіслав Ноти Латвії та Естонії із звинуваченням у порушенні договорів про взаємодопомогу і в агресивних намірах. Містилися вимоги реорганізувати уряди із включенням до нього дружніх СРСР політиків, дати дозвіл на введення додаткових контингентів Червоної армії в Латвію та Естонію. 17 червня до Латвії й Естонії введено радянські війська. 18 червня радянські війська вступили в міста Раакваре, Тана, Веро і Валк. 21 червня створено новий уряд на чолі з І. Вересом; склад кабінету узгоджувався з радянським представником А. Ждановим. 6 серпня 1940 року включена до складу СРСР як Естонська РСР.

### Звільнення від СРСР
США, Велика Британія, Франція, Італія і більшість демократичних країн Заходу вважали анексію Естонії СРСР незаконною. Вони зберегли дипломатичні відносини з представниками незалежної Естонської Республіки, ніколи де-юре не визнавали існування Естонської РСР і ніколи не визнавали таку Естонію правовою складовою частиною Радянського Союзу. Повернення Естонії до незалежності стало можливим, оскільки СРСР зіткнувся з внутрішніми проблемами режиму, послабивши свої позиції на зовнішніх кордонах імперії. У 1980-х почав прогресувати рух за автономію Естонії. У початковий період, 1987—1989 рр., він частково орієнтувався на отримання додаткової економічної незалежності, але, чим більше Радянський Союз слабшав, тим сильнішим ставав курс руху на повну незалежність і самовизначення.
Естонія відновила державну незалежність 20 серпня 1991 року після Співочої Революції та розпаду СРСР. Відтак 20 серпня в Естонії — державне свято. 26 серпня 1991 року Верховна Рада України визнала незалежність Естонії.
Після того, як 31 серпня 1994 року Естонію полишили останні війська РФ, вона самостійно вибудовувала економічні й політичні відносини з Західною Європою та іншими країнами, стала членом НАТО 29 березня 2004 року. Естонія розпочала перемовини про членство в ЄС 1998 року та вступила до нього 1 травня 2004 року.

## Політика
Естонія є конституційною демократією, президент якої обирається однопалатним парламентом кожні п'ять років. Уряд або виконавчу владу формує прем'єр-міністр, якого призначає президент. Уряд складається з 14 міністрів і призначається президентом після схвалення парламентом.
Законодавча влада належить однопалатному парламентові, Riigikogu — Державній Асамблеї, яку становить 101 депутат. Депутатів на чотирирічний термін обирає безпосередньо народ. Верховний суд — Державний Суд або Riigikohus, становлять 17 суддів, голову Верховного суду пропонує парламентові президент, і парламент призначає його на довічний термін.

## Адміністративний устрій

Повіти Естонії

Естонія поділяється на 15 адміністративних одиниць першого порядку. За географічним та демографічним розміром це — повіти (ест. maakond, множ. maakonnad).
Повіти:
- Валгамаа
- Вільяндімаа
- Вирумаа
- Гар'юмаа
- Гіюмаа
- Іда-Вірумаа
- Йигевамаа
- Ляенемаа
- Ляене-Вірумаа
- Пилвамаа
- Пярнумаа
- Рапламаа
- Сааремаа
- Тартумаа
- Ярвамаа

## Географія
Естонія лежить між 57,3 і 59,5 град. північної широти та між 21,5 і 28,1 східної довготи, на східному узбережжі Балтійського моря, на рівній північно-західній частині східної Європейської платформи. Середня висота над рівнем моря становить лише 50 м.
Поклади горючого сланцю (або кукерситу) та вапняку, ліси вкривають 47 % площі та відіграють ключову роль в економіці цієї бідної на ресурси країни. Естонія має близько 1400 озер (більшість — дуже малі, найбільше — Пейпсі (Чудське озеро), 3555 км²), численні болота, 3794 кілометрів узбережжя з численними затоками, протоками та фйордами. Число островів та острівців — близько 1500. Два великі — Сааремаа й Гіюмаа.
Найвище місце — Суур-Мунамягі на південному-сході країни (318 м).

### Природа

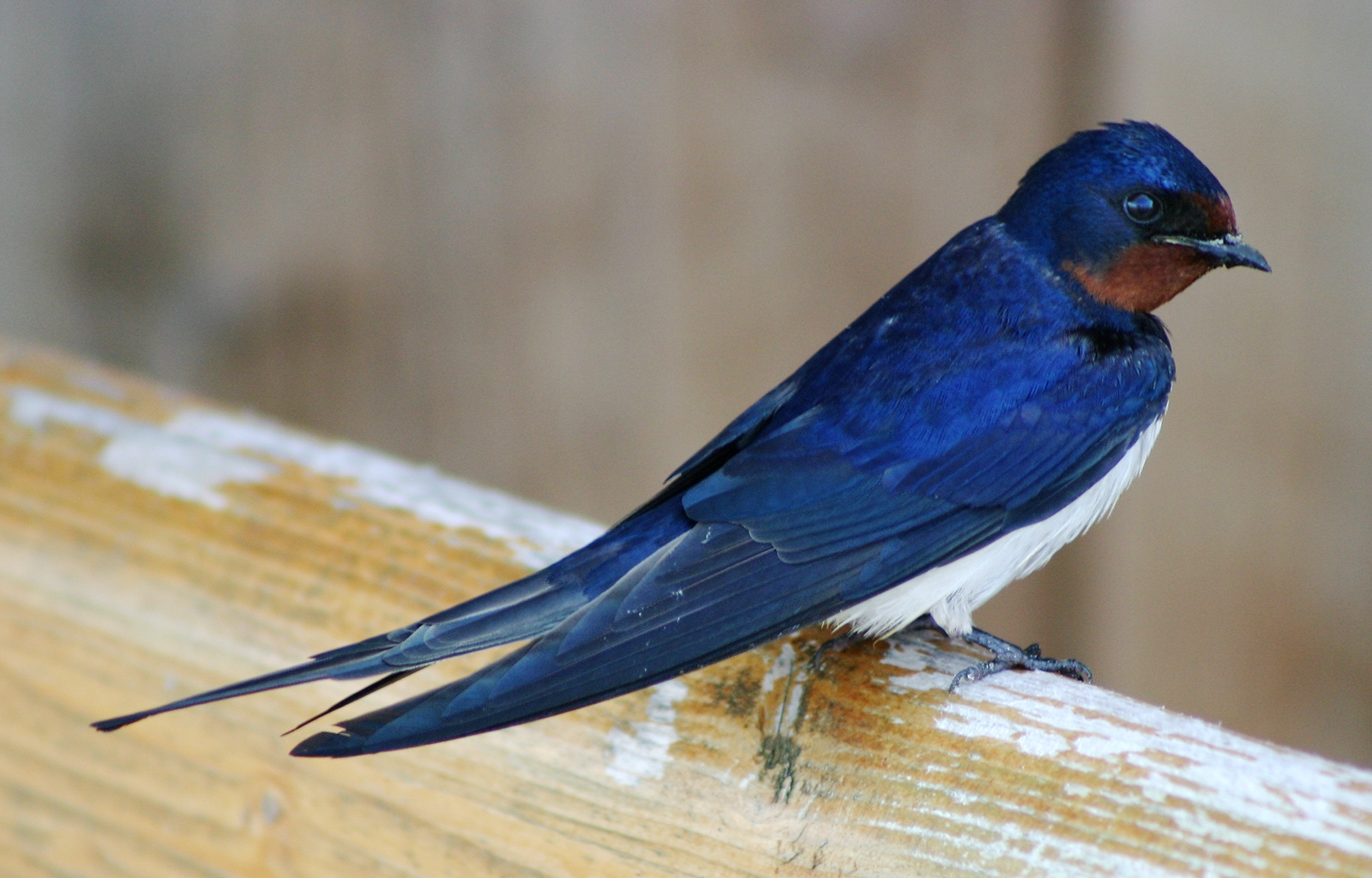
Ластівка (H. r. rustica) — національний птах Естонії

Естонія розташована на північно-західній околиці Східноєвропейської рівнини біля берегів Балтійського моря, між Фінською і Ризькою затоками. Близько 9 % території — острови, з них о-ви Сааремаа, Хіюмаа та інші утворюють Західно-Естонський (Моонзундський) архіпелаг. Середня висота території Естонії становить близько 50 метрів, більш висока — південно-східна частина Естонії є височинами Хаанья (найвища точка республіки — гора Суур-Мунамягі, висота 318 м). Рельєф рівнинний та горбистий. Домінують льодовикові і водно-льодовикові форми рельєфу — хвилясті моренні і водно-льодовикові рівнини, моренні горби, ками, ози, друмліни. Вздовж північного узбережжя Естонії простягається Північно-Естонський глінт (західна частина Балтійсько-Ладозького уступу). На виходах карбонатних порід силуру і ордовика розвинений карст. Відомі метеоритні кратери — Каалі, Ілуметса, Тсиирікмяе і Кярдласька астроблеми. Річки — Нарва і Емайигі. В Естонії близько 1200 озер, що займають 4,8 % території країни. Найбільші — Чудське та Виртс'ярв.

### Клімат
Клімат перехідний від морського до континентального.

## Економіка

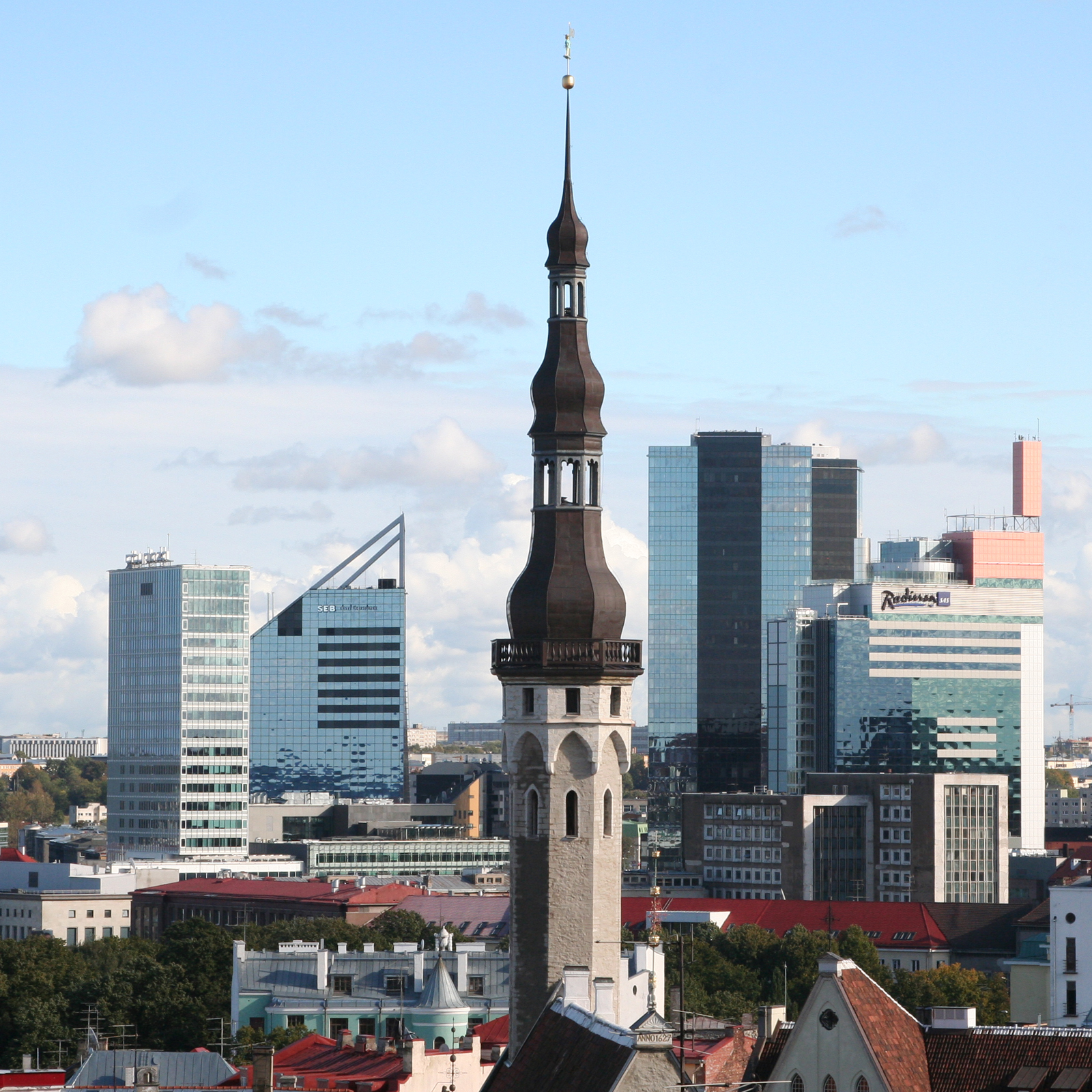
Таллінн — політичний та економічний центр Естонії

Як член Європейського Союзу Естонія є частиною чи не найбільшої світової економічної зони. 1999 року Естонія пережила найтяжчу кризу з моменту здобуття незалежності 1991 р., не в останню чергу внаслідок впливу фінансової кризи в РФ у серпні 1998. Естонія приєдналася до СОТ у листопаді 1999 р. (будучи другою країною Балтії, що приєдналася до СОТ) та продовжувала перемовини з ЄС про приєднання. Приватизація енергетики, телекомунікацій, залізниці та інших державних підприємств триває. Естонія виконала більшість підготовчих заходів для вступу в ЄС до кінця 2002 року і тепер має одну з найміцніших економік серед нових країн-членів Європейського Союзу, до якого вона приєдналася 1 травня 2004 р. Естонська економіка швидко зростає, частково завдяки участі фінських компаній, які переносять свою звичайну діяльність до цієї країни, а також завдяки потужному секторові інформаційних технологій (ІТ). ВВП на душу населення становить $12 300 і є найбільшим серед країн Балтії.
1994 р. Естонія стала однією з перших країн світу, яка запровадила єдиний податок: в Естонії єдина ставка незалежно від доходів платника становить 26 %.

### Азартні ігри
Азартні ігри в Естонії з'явились відносно нещодавно. Поки Естонія була окупована СРСР, всі види азартних ігор тут було заборонено. Попри заборону, в країні діяли нелегальні казино, натомість реальна історія азартних ігор почалася в 1994—1995 роках, коли було ухвалено перший Закон про лотереї (1994) і Закон про азартні ігри (1995). Більшість казино країни розташовано в столиці — Таллінні.

## Демографія
| Рік                   | 1712    | 018810 | 018970 | 019220 | 019340 | 019590 | 019700 | 019790 | 019890 | 020000 | 020120 | 02018 | 02019 |
| Усього                | 150—170 | 881    | 958    | 1107   | 1126   | 1197   | 1356   | 1466   | 1566   | 1370   | 1294   | 1319  | 1324  |
| у тому числі естонців | —       | 792    | 868    | 0970   | 0993   | 0893   | 0925   | 0948   | 0963   | 0921   | 0890   | 09050 |       |

### Національний склад
Близько 70 % населення — естонці, решта — вихідці з республік колишнього СРСР. Мігранти мешкають у північно-східному промисловому повіті Іда-Вірумаа та в столиці Таллінні. Є нечисленні громади фінів, а також окремого фіно-угорського народу сету. За переписом 2018 року, українців в Естонії мешкає близько 23 тис. чоловік. Уряд піклується про зміцнення самосвідомості української громади, фінансує україномовну освіту, національні фестивалі, гуртки, самодіяльність.
Згідно з переписом 2018 р. населення Естонії складається з:
- 68,7 % естонців
- 24,9 % росіян
- 1,8 % українців
- 0,9 % білорусів
- 0,6 % фінів
- 3,1 % інших народностей

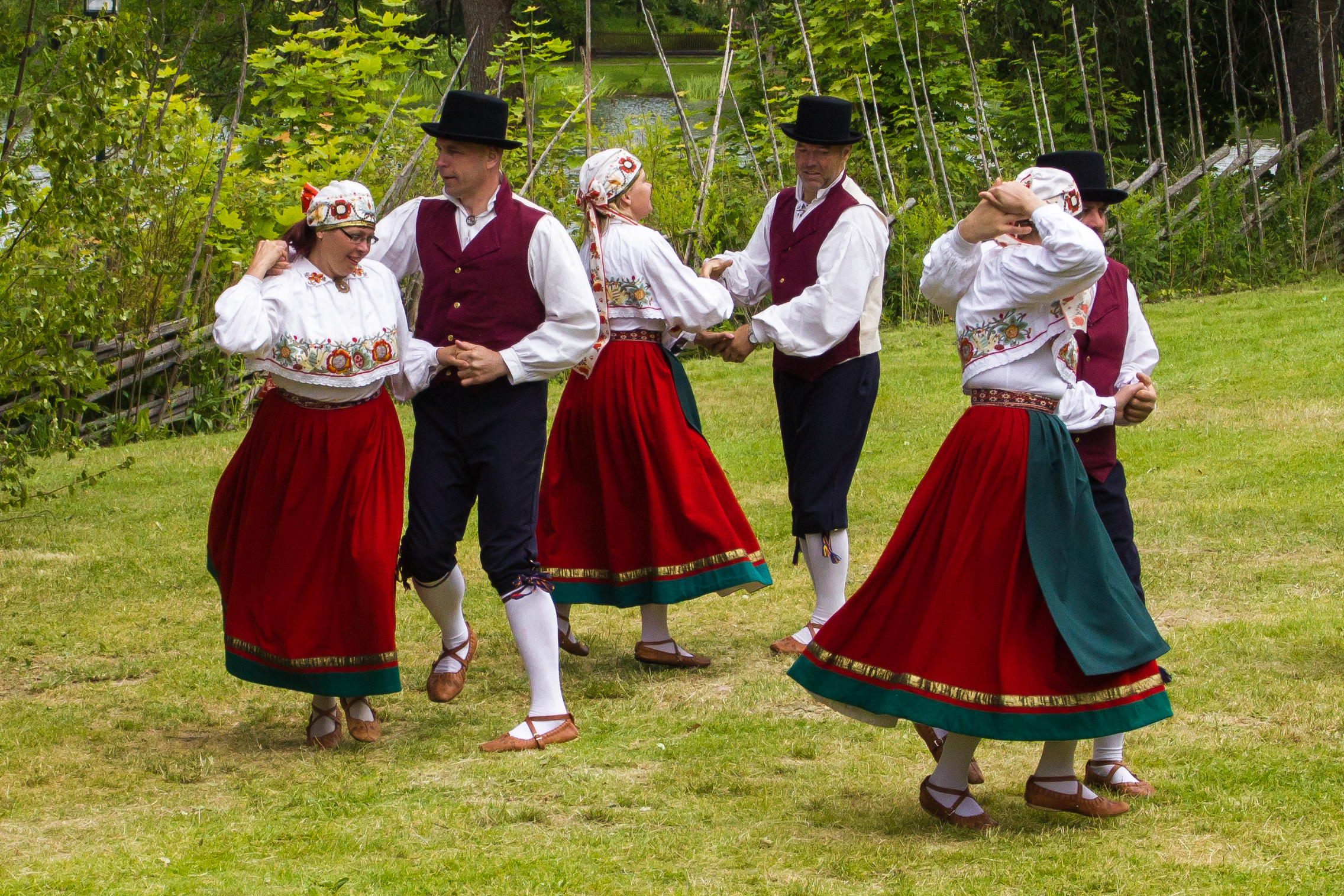
Естонські народні танцюристи

Станом на 1 січня 2019 року в Естонії мешкало 9771 громадян України, а на 1 січня 2020 року — 10 400 осіб. У всіх регіонах Естонії діють українські організації, більшість із них входять до Конгресу українців Естонії (11 товариств). Такі організації заснували в своїх містах осередки української культури, якими володіють на правах оренди (в містах Нарва, Ойзу, Маарду, Сілламяе, Раквере); у Таллінні — Центр української культури знаходиться у приміщенні, що є власністю Української греко-католицької церкви.

### Релігійна приналежність
Традиційною релігією естонців є Християнство у лютеранському та православному обряді. Проте менше третини населення вважає себе віруючими. Серед них більшість практикуючих християн-естонців — лютерани, російська меншість — православні Московського патріархату (ЕПЦ МП), естонська православна меншість — вірні Константинопольського патріархату (ЕПЦ КП). Існують спроби поновити язичницьку релігійну практику.
Всього 32 % населення є членами церковних та релігійних груп:
- 14,8 % Естонська євангельська лютеранська церква
- 13,9 % Православні (Естонська Апостольсько-Православна Церква та Естонська Православна Церква Московського Патріархату).
- бл. 6000 — баптисти
- бл. 3500 — римо-католики

Також є декілька менших протестантських та юдейських (див. Євреї в Естонії) громад.

### Мови
Єдиною державною мовою Естонії є естонська мова, що є близькоспорідненою до фінської.
За даними перепису населення Естонії 2021 року, естонську мову рідною назвали 895 493 особи або 67,23 % населення країни, російську — 379 210 (28,47 %), українську — 12 431 (0,93 %), фінську — 4 276 (0,32 %), англійську — 3 879 (0,29 %), латиську — 2 510 (0,19 %), німецьку — 1 834 (0,14 %), білоруську — 1 650 (0,12 %), інші мови — 30 541 (2,30 %), не вказали рідну мову — 8 176 (0,61 %).
Естонська мова разом із фінською та угорською належить до фіно-угорської сім'ї мов. Нею розмовляють в Естонії, РФ, Латвії, а також в окремих селах Кримського півострова, Абхазії, діаспорних поселеннях у Швеції, США та Канаді. Загальна кількість тих, хто володіє естонською мовою, перевищує 1 000 000 осіб.
У XVI ст. існували дві літературні мови на основі північно-естонського та південно-естонського діалектів. Естонська мова була уніфікована в першій половині XX ст.
В естонській мові є 9 голосних і 16 приголосних звуків, багато дифтонгів. Властиві три ступені довжини голосних і приголосних звуків. Головний наголос падає на перший склад слова. За морфологічною структурою естонська мова — флективно-аглютинативна. Імменики відмінюють за числами та відмінками, а граматичний рід відсутній. Дієслово має відмінювані та невідмінювані форми. Синтаксичні зв'язки слів виражаються головним чином граматичними формами окремих слів і службовими словами. Кількість прийменників невелика. Порядок слів у реченні відносно вільний.
Лексика естонської мови включає давні фіно-угорські, фіно-балтійські та власне естонські слова, а також багато давніх балтійських, германських і слов'янських запозичень (пізніші запозичення — з німецької, російської та інших мов).
Писемність на основі латинського алфавіту.
Видатний дослідник естонської мови — Йоганнес Аавік (Johannes Aavik). Він запровадив спрощену структуру речень, шукав і використовував нові корені слів, позичаючи їх у діалектах естонської та фінської мови.

## Культура
Головна стаття: Культура Естонії

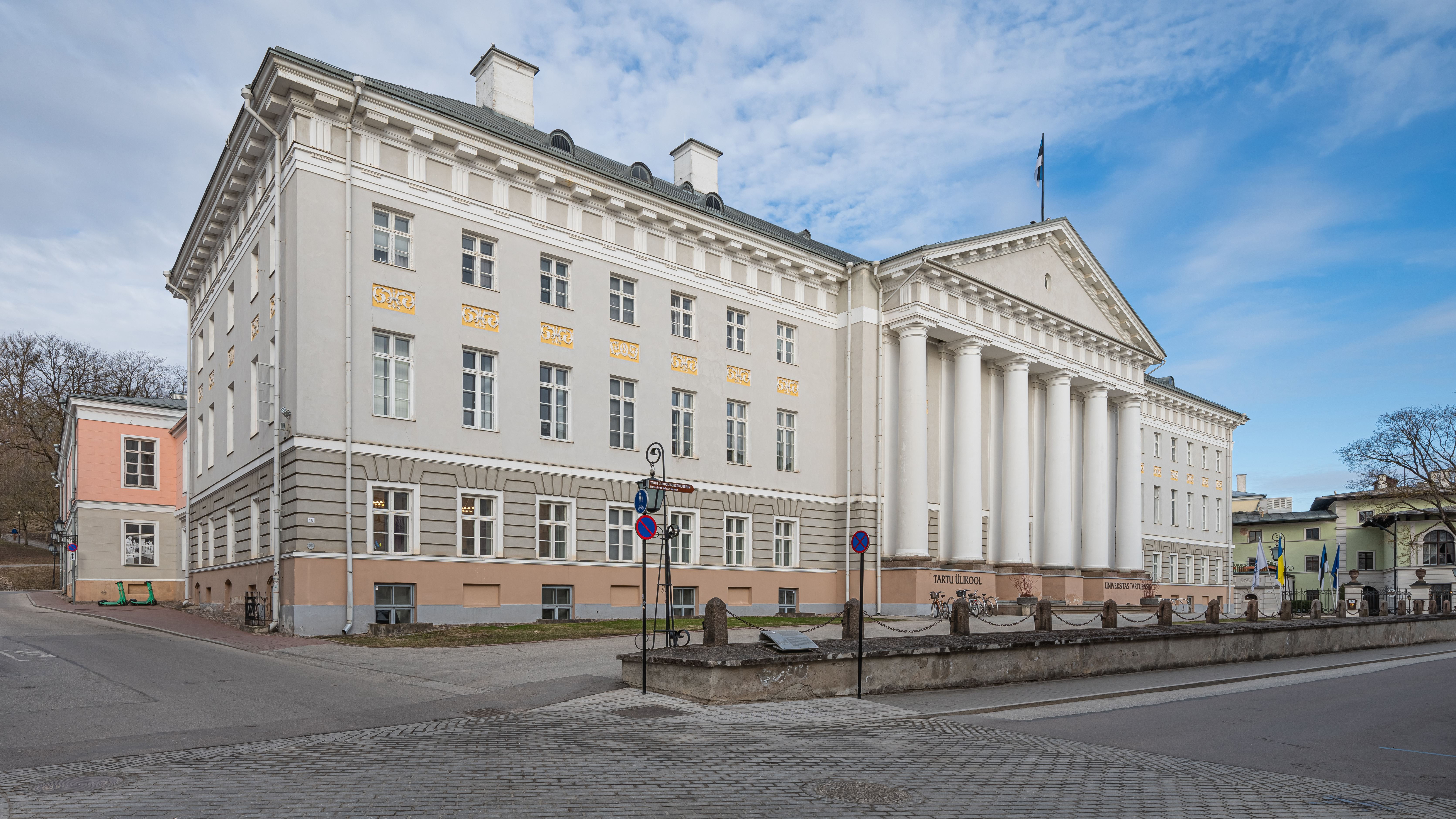
Тартуський університет

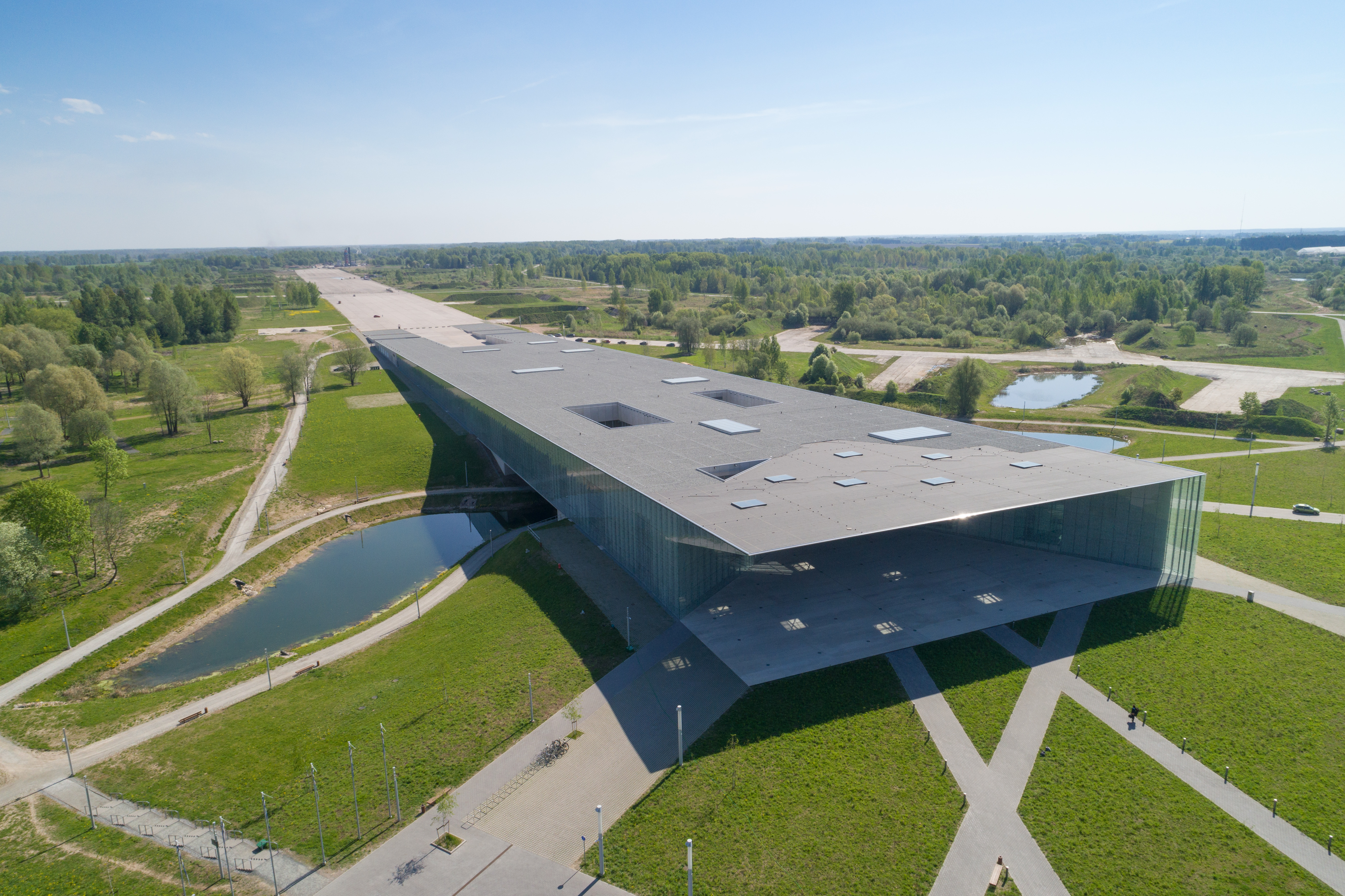
Естонський національний музей

Культура Естонії включає в себе корінну спадщину, представлену естонською мовою та сауною, з основними аспектами Північної та європейської культури. Через історію та географію на культуру Естонії вплинули традиції різних фінських, балтійських, слов'янських і германських народів, а також культурний розвиток колишніх панівних держав Німеччини, Швеції та Росії, вона прагне більше вважатися скандинавською державою.
Сьогодні естонське суспільство заохочує свободу та лібералізм, прихильність народу до ідеалів обмеженого уряду, запобігаючи централізованій владі та корупції. Протестантська трудова етика залишається важливою культурою, а безкоштовна освіта є високоцінним закладом. Подібно до основної культури в скандинавських країнах, естонську культуру можна розглядати як засновану на аскетичних екологічних реаліях і традиційних способах існування, спадщині порівняно широко поширеного егалітаризму з практичних причин та ідеалів близькості до природи, самодостатності.
Естонська академія мистецтв (естонською: Eesti Kunstiakadeemia, EKA) надає вищу освіту в галузі мистецтва, дизайну, архітектури, медіа, історії мистецтва, а Вільяндійська академія культури Тартуського університету має підхід до популяризації рідної культури за допомогою навчальних програм. 2010 року в Естонії було 245 музеїв, об'єднані колекції яких містять понад 10 мільйонів предметів.
Історія архітектури Естонії переважно відображає її сучасний розвиток у Північній Європі. Особливо варто відзначити архітектурний ансамбль, який оформляє середньовічне старе місто Таллінна, яке входить до списку Всесвітньої спадщини ЮНЕСКО. Крім того, в країні є кілька унікальних, більш-менш збережених фортець, що датуються дохристиянськими часами, велика кількість досі недоторканих середньовічних замків і церков, а сільська місцевість все ще характеризується наявністю величезної кількості дерев'яних садиб з попередніх століть.

### Кухня
Історично кухня Естонії сильно залежала від сезонів і простої селянської їжі. Сьогодні включає багато типових інтернаціональних страв. Найтиповішими харчовими продуктами в Естонії є чорний хліб, свинина, картопля та молочні продукти. Традиційно влітку та навесні естонці люблять їсти все свіже — ягоди, зелень, овочі та все, що приходить прямо з саду. Полювання та рибалка також були дуже поширеними, хоча нині[коли?] полюванням і рибальством користуються переважно як хобі. Також дуже популярно готувати гриль на вулиці влітку.
Традиційно взимку на стіл подають варення, солоні огірки. Збирання та консервування фруктів, грибів та овочів на зиму завжди було популярним, особливо в сільській місцевості.

### Спорт

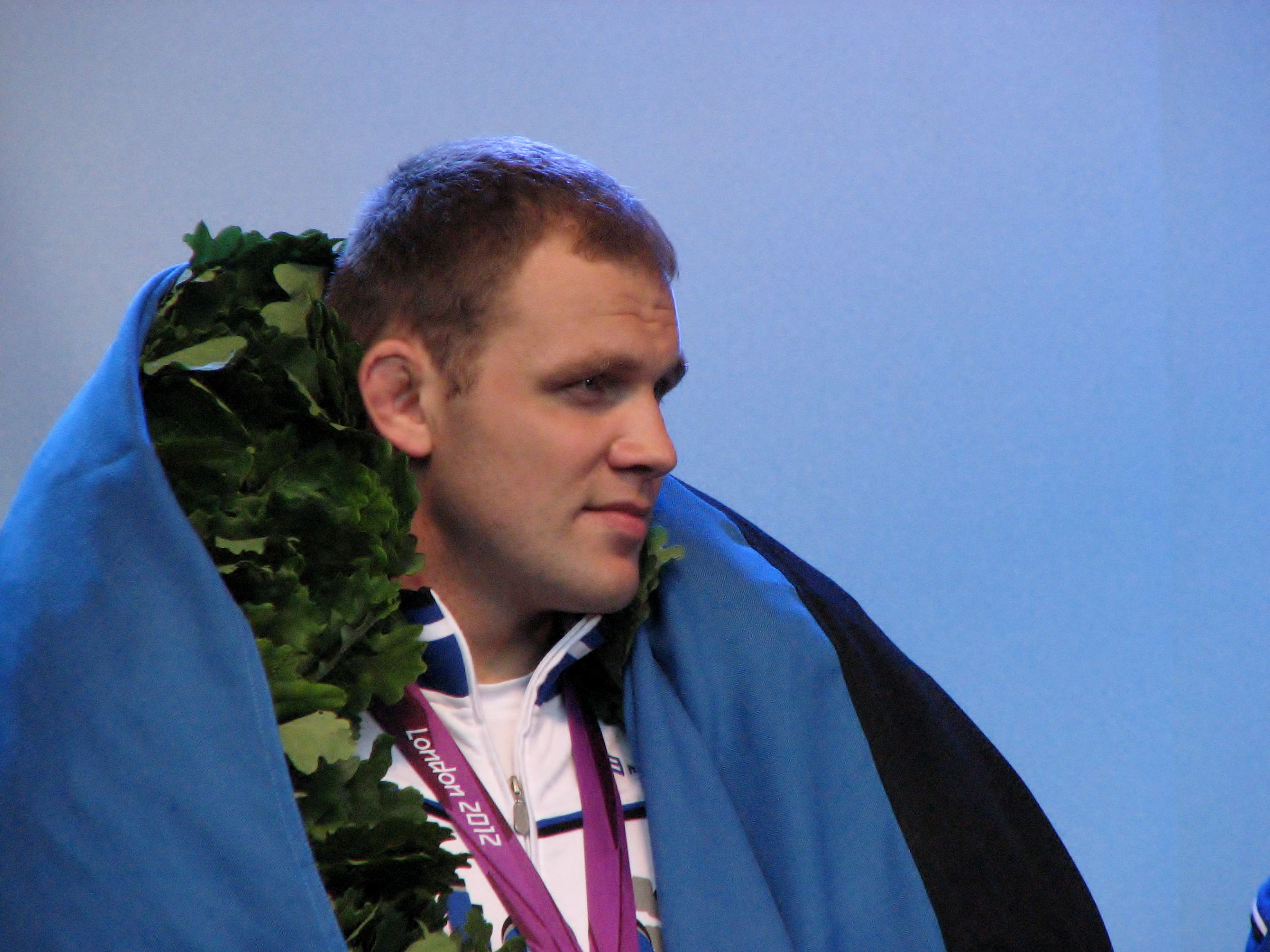
Естонський борець Гейкі Набі

Спорт відіграє важливу роль в естонській культурі. Після проголошення незалежності від Росії в 1918 році Естонія вперше виступила як нація на літніх Олімпійських іграх 1920 року, хоча Національний олімпійський комітет був створений у 1923 році. Естонські спортсмени брали участь в Олімпійських іграх, поки країна не була анексована Радянським Союзом у 1940 році. Літня Олімпійська регата з вітрильного спорту 1980 року проходила в столиці Таллінні. Після відновлення незалежності в 1991 році Естонія брала участь у всіх Олімпіадах. Більшість медалей Естонія здобула в легкій атлетиці, важкій атлетиці, боротьбі та лижних гонках. Естонія досягла дуже хороших успіхів на Олімпійських іграх, враховуючи невелике населення країни. Найкращими результатами Естонії були 13-е місце в медальній таблиці на літніх Олімпійських іграх 1936 року та 12-е місце на зимових Олімпійських іграх 2006 року.

### Свята

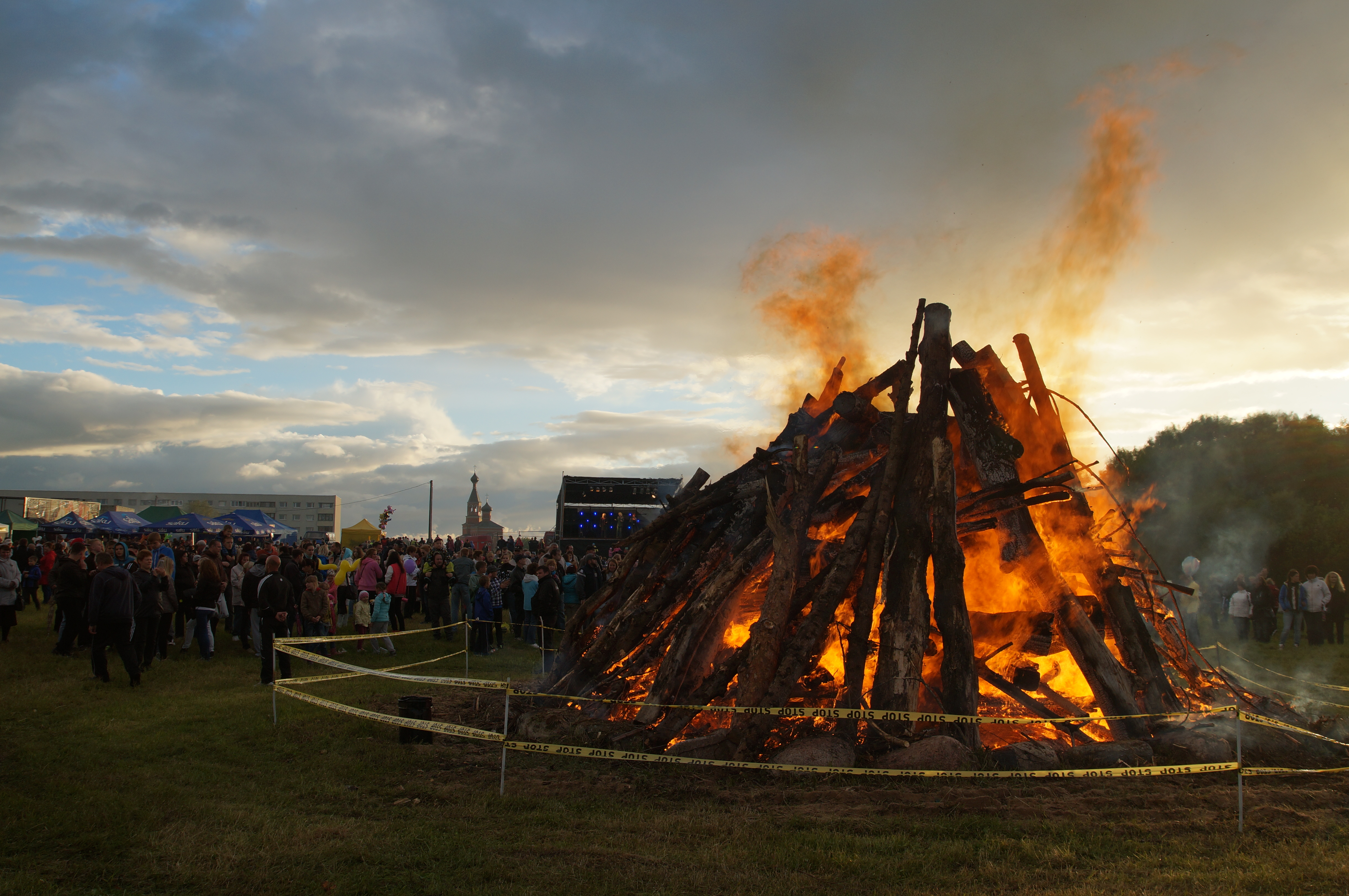
Свято літнього сонцестояння

| Дата               | Назва українською                           | Назва естонською          |
| ------------------ | ------------------------------------------- | ------------------------- |
| 1 січня            | Новий рік                                   | uusaasta                  |
| 24 лютого          | День незалежності                           | iseseisvuspäev            |
| Перехідна п'ятниця | Велика п'ятниця                             | suur reede                |
| Перехідна неділя   | Великдень                                   | ülestõusmispühade 1. püha |
| 1 травня           | Першотравень                                | kevadpüha                 |
| Перехідна дата     | День Святої Трійці                          | nelipühade 1. püha        |
| 23 червня          | День Перемоги                               | võidupüha                 |
| 24 червня          | Іван Купала або Свято літнього сонцестояння | jaanipäev                 |
| 20 серпня          | День відновлення незалежності               | taasiseseisvumispäev      |
| 24 грудня          | Святвечір                                   | jõululaupäev              |
| 25 грудня          | Різдво Христове                             | esimene jõulupüha         |
| 26 грудня          | День подарунків                             | teine jõulupüha           |

## Збройні сили

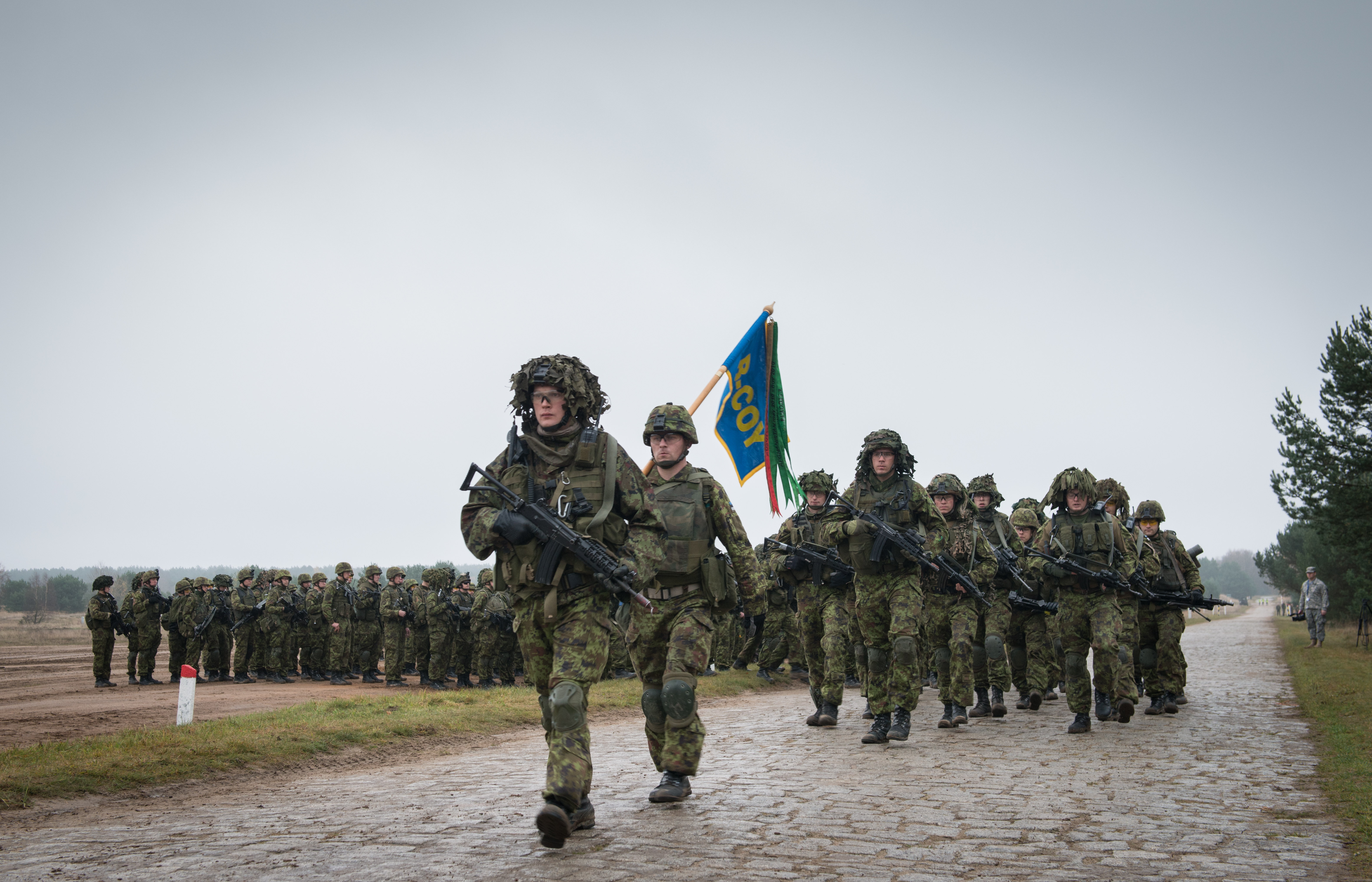
Збройні сили Естонії

Восени 1991 року, після відновлення незалежності, Естонія розпочала створювати систему внутрішньої безпеки й оборони. Оборонні сили Естонської Республіки у мирний час можна також поділити на дві частини: Оборонні війська, які мають у своєму складі сухопутні війська, повітряні та морські сили, і Кайтселійт.
Оборонні витрати Естонської Республіки здійснюються за рахунок державних субсидій із Держбюджету. Військові витрати складають близько 2 % бюджету. Естонія активно бере участь у миротворчій діяльності ООН і регіональних організацій.
Очолює державну оборону Президент Естонії, при ньому діє Рада державної оборони — дорадчий орган. Державним центральним виконавчим органом, який здійснює оборонну політику естонської держави, є Міністерство оборони. Командуючому Оборонними військами підпорядкований вищий орган оперативного військового управління — Головний штаб.

Оборонні війська комплектуються на основі 20-ї статті Закону про військову службу. Відповідно до цього закону, усі чоловіки, громадяни Естонії, у віці з 17 до 27 років зобов'язані пройти строкову військову службу у військах. Її тривалість не повинна перевищувати 12, але і не бути меншою від 8-ми місяців. Конституція передбачає військову повинність, але включає й альтернативну службу для осіб, які відмовляються служити в армії з релігійних та інших міркувань або переконань. З числа військовослужбовців строкової служби комплектуються деякі окремі частини Міністерства внутрішніх справ: прикордонна охорона, рятувальні підрозділи.

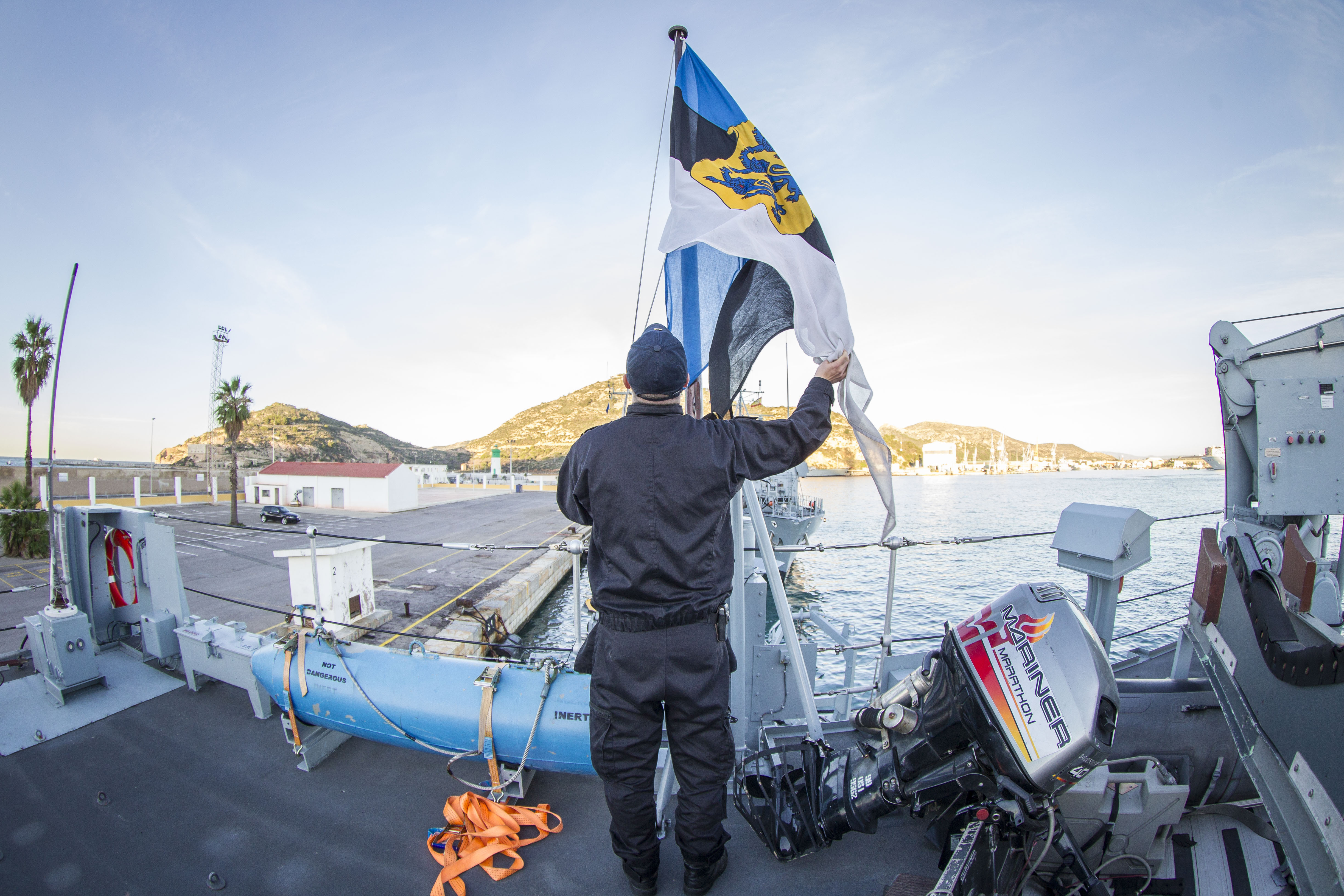
Військово-морські сили Естонії

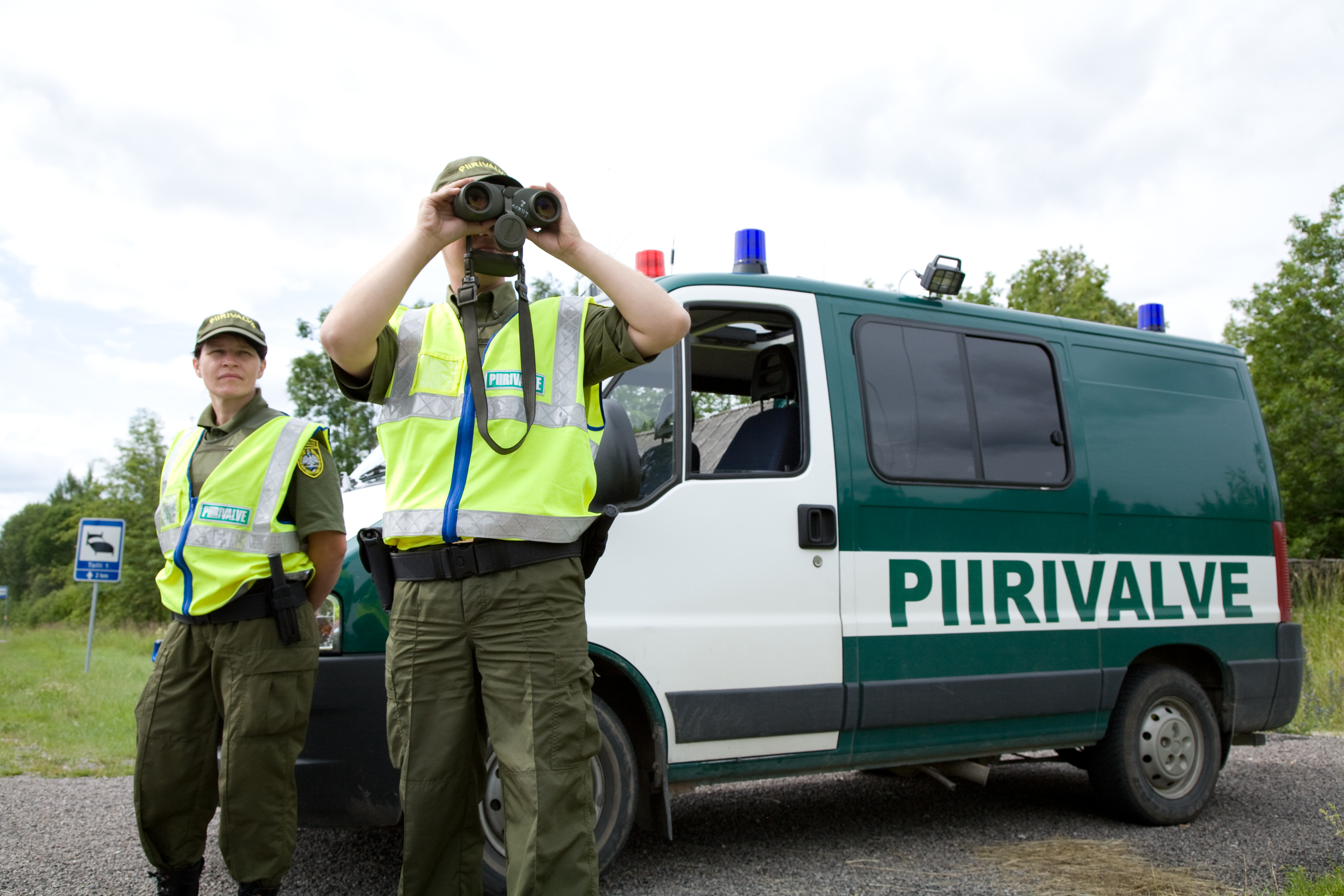
Естонська прикордонна охорона

На озброєнні ВМС Естонії знаходяться мінні тральщики «Сулєв», «Калєв», «Олєв», допоміжні кораблі «Ахти» і «Лайне».
Завданням ВПС є організація і проведення радіолокаційного спостереження за повітряним простором Естонії, а також обмін подібною інформацією з Латвією і Литвою у рамках балтійського проєкту. 
Кайтселійт — державна збройна громадська організація, до складу якої входять добровільні члени союзу та професійні військові. Кайтселійт формується на добровільних засадах, його членом може стати будь-який громадянин Естонії старший 17 років. Організація складається з 17 дружин, загальною чисельністю 8,1 тис. осіб, а також жіночих та молодіжних організацій (4 тис. осіб). Загальна чисельність Кайтселійт з усіма організаціями — близько 13 тис. осіб.
Крім сухопутних військ, ВМС та ВПС в Естонії створена морська прикордонна служба, служба безпеки (внутрішня і прикордонна).

### Прикордонна охорона

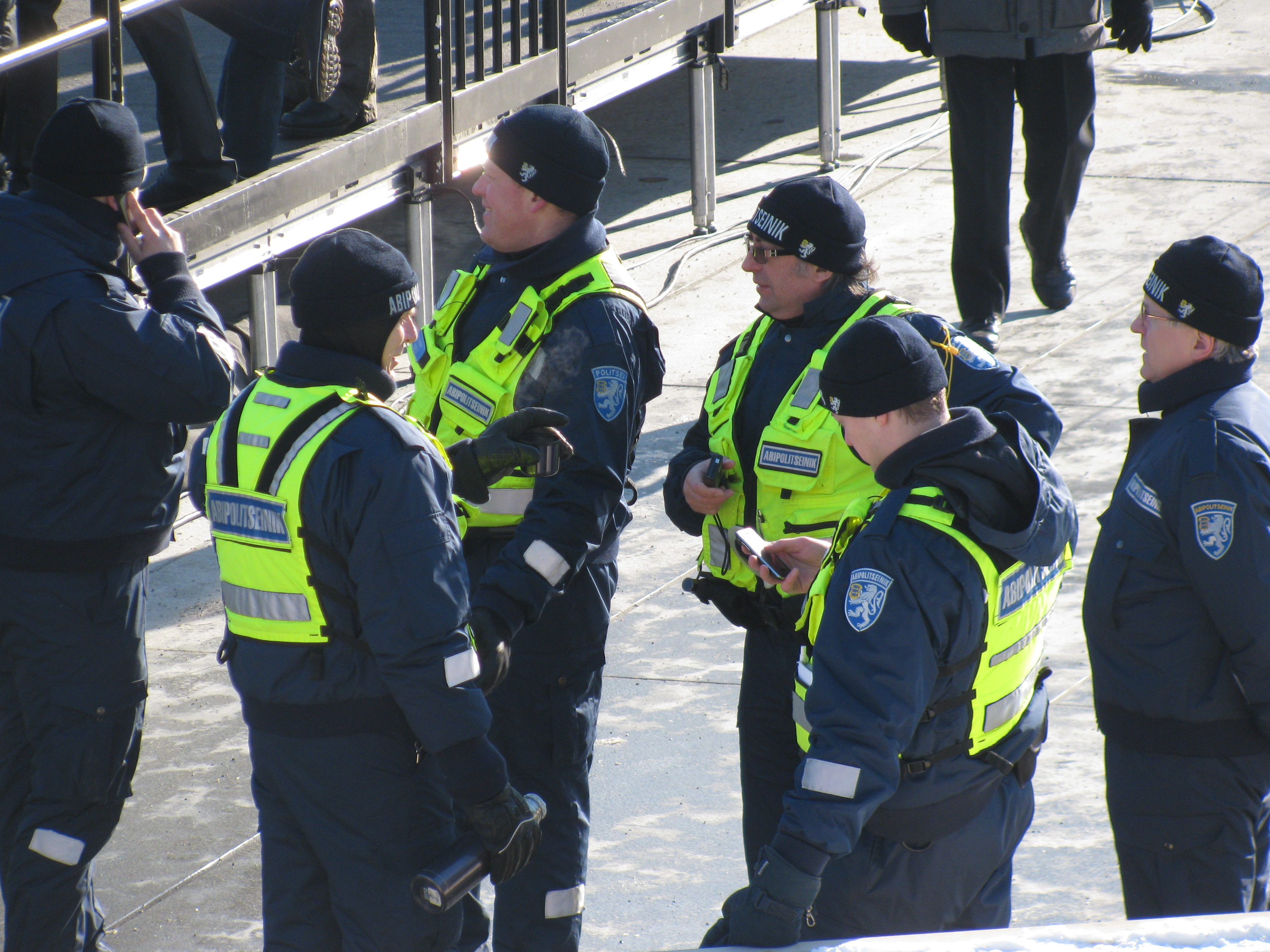
Поліція Естонії

Завданнями прикордонної служби є охорона державного кордону на суходолі і на морі. З 1995 року прикордонники займаються також пошуковими та рятувальними операціями на морі. Департамент прикордонної охорони, який входить до складу Міністерства внутрішніх справ, має у своєму складі 8 прикордонних районів, 49 прикордонних «кордонів» (застав), 42 прикордонних пункти, окремий дивізіон прикордонних кораблів та прикордонний повітряний загін. На озброєнні знаходяться 11 сторожових кораблів, 24 катери і 35 моторних човна.
Естонська прикордонна служба має угоди про співробітництво з Фінляндією, Російською Федерацією і Латвією. Прикордонників готують у навчальному центрі в Нарва-Йиесуу та вищому військовому училищі. Особовий склад прикордонників нараховує близько 2,8 тис. осіб.

### Поліція
Днем створення поліції в Естонській Республіці вважається 12 листопада. З відновленням незалежності Парламент країни 20 вересня 1990 року прийняв Закон про поліцію, до якого 1993 року були внесені зміни та доповнення. Згідно з адміністративним поділом, на території Естонської Республіки діє 17 префектур поліції. Освіту естонські поліцейські отримують у Поліцейському коледжі Академії внутрішньої оборони та Поліцейській школі в Пайкузі. Особовий склад поліції Естонії нараховує приблизно 4,1 тис. осіб.